# Vision humaine (historique)

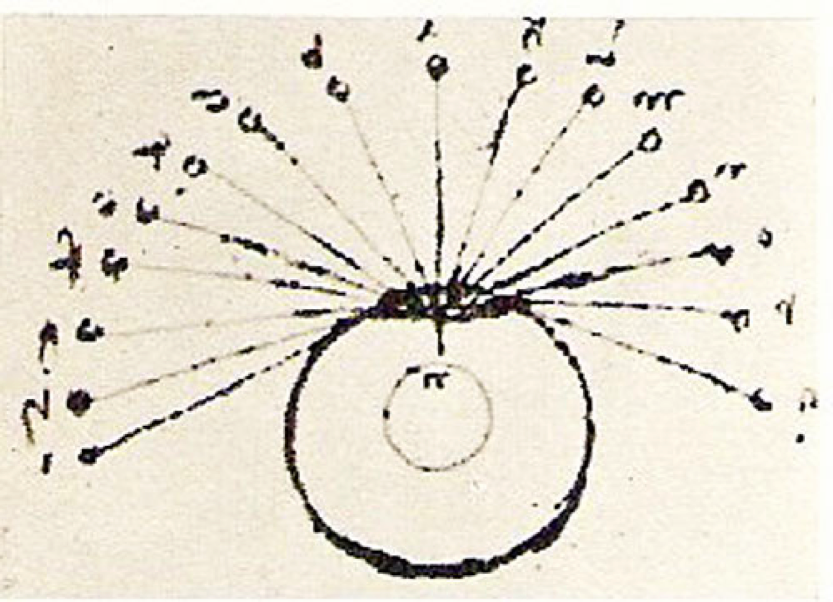
Dessin de Léonard de Vinci (1452-1519).
Ce dessin représente le champ visuel. L'acte de vision est décrit par Léonard de Vinci comme une série de lignes partant de l'œil, celles du milieu permettant la vue la plus claire et la plus distincte.

L'historique de la vision humaine traite des approches de la vision, de l'Antiquité au XXIe siècle. Au cours du temps, les chercheurs ont voulu comprendre les processus de la vision en commençant par les processus optiques et biologiques jusqu'au cœur du cerveau. Ils ont dû aussi examiner les « mille et un processus psychologiques et cérébraux qui composent les images que nous percevons ». 
L’œil humain a finalement été reconnu comme étant une médiocre « chambre noire ». Ainsi, le cerveau a un rôle essentiel à jouer pour tenter de rendre la vision suffisamment crédible tout en n'étant pas forcément très fidèle aux données transmises par la rétine : le cerveau essaie de deviner ce qui se présente à la vision, en s'appuyant aussi sur les autres sens, sur le contexte, sur notre mémoire et même sur des interprétations liées à nos croyances. 
Tous ces processus ont fait l'objet d'interrogations philosophiques en complément des approches scientifiques fondées sur la méthode expérimentale. Les recherches restent toujours très actives et visent d'abord à mieux traiter les troubles visuels.

## L'Antiquité questionne les mécanismes de la vision et le fait de voir
Dans l'Antiquité, vers 500 av. J.-C., Alcméon de Croton, médecin et philosophe, a fait des dissections et a décrit les nerfs optiques. Il aurait même déjà avancé l'idée que ces nerfs permettaient de transmettre la lumière au cerveau, siège des sensations. 
Par ailleurs, une approche de la vision affirmait qu'un rayon visuel partait de l’œil pour saisir l'objet et le percevoir : c’est la théorie de l’émission (théorie défendue en particulier par : Empédocle, Platon, Euclide et Ptolémée),. La théorie inverse (théorie de la réception ou intromission) avait aussi cours et parfois les deux approches étaient considérées complémentaires.
De plus, les textes de Platon, d’Aristote ou de Plotin relatifs à la vision « posent la question du « voir » (qui voit ? que voit-on ?), tout autant qu’ils tentent d’expliquer le mécanisme de la vision » et font l’objet de relectures actuelles,.
Les sciences de la vision faisaient alors partie de l'optique.

## DuXIesiècleauXVIIesiècle: des avancées dans la compréhension de la vision

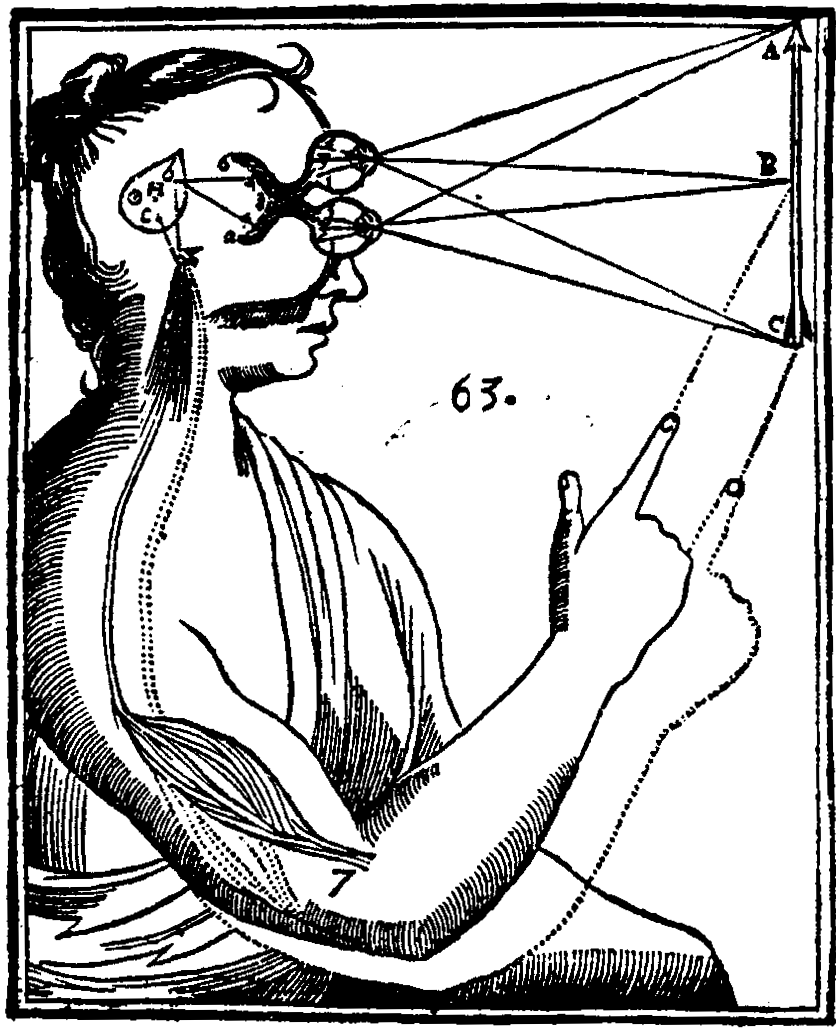
Dessin de René Descartes.
Le processus de la vision serait un processus purement physique aboutissant à la glande pinéale dans le cerveau qui ferait alors le lien avec l’esprit et le reste du corps.

Longtemps après l'Antiquité, au début du XIe siècle, alors que la formation des images optiques commence à être connue, Ibn al-Haytham, s'appuyant sur une expérimentation, établit dans son Traité d'optique que les rayons lumineux vont de l'objet jusque dans l’œil. Pour lui, « c'est le cristallin (et non la rétine) qui reconstitue l'image point par point, avant son transfert, par le nerf optique, jusqu'au "siège de l'âme". ». Puis au XVIe siècle, André Vésale fait avancer l'anatomie du corps et du cerveau (en particulier : les nerfs optiques et leur chiasma).
Au début du XVIIe siècle, Johannes Kepler propose que l’œil fonctionne comme une chambre noire dont il fait la théorie. Ainsi, des images se forment sur la rétine, en position inversée : la tête d'un personnage est en bas et ce qui est à droite est mis à gauche dans l'image formée. René Descartes complète et précise les données connues alors. Il illustre son approche dans son dessin, présenté ci-contre en encadré : pour lui, l’œil communique par les nerfs optiques avec le cerveau où la glande pinéale est en relation avec l'esprit (appelé « âme» à cette époque), lieu de la vision, et avec les muscles pour l'action. Ainsi, pour Descartes, le lieu de la vision n'est donc pas l'œil : « c'est l'âme qui sent, et non le corps », tandis qu'aujourd'hui les approches placent fréquemment la vision dans le cerveau.

## Découverte progressive de la complexité de la vision
Au XVIIIe siècle, Isaac Newton fait avancer la compréhension de la lumière et de la couleur. Ses travaux et une meilleure connaissance de la rétine au XIXe siècle, permettent d'avancer sur les mécanismes de perception des couleurs avec Thomas Young, considéré comme le fondateur de l'optique physiologique, puis les travaux d'Hermann von Helmholtz qui décrit aussi les modalités de la perception comme étant des « inférences inconscientes », et participe à la naissance de la psychologie expérimentale avec d'autres chercheurs comme Wundt, Pavlov, Fechner, Ribot.
Au XIXe siècle, des découvertes portant sur des questions plus globales vont avoir des conséquences dans le domaine des perceptions et de la vision. Ainsi, la théorie sur l’évolution de Charles Darwin (L'Origine des espèces, 1859), replace l’humain dans l’évolution du vivant et le règne animal, donnant ainsi du recul, entre autres, sur la question des perceptions. Le développement des expériences sur les animaux va se développer et apporter des éclairages pour l’humain puisque les systèmes de vision ont des origines communes et se ressemblent. Les fibres nerveuses, les neurones et leur assemblage en réseaux seront décrits à partir du XIXe siècle.           

Au début du XXe siècle, le béhaviorisme va considérer le cerveau comme une boîte noire et va examiner les comportements mais pas les mécanismes mentaux. Cette école permettra des avancées (une grande rigueur scientifique), mais le développement de la neurophysiologie montrera aussi ses limites en faisant apparaître que le cerveau a une vie interne et n'est donc pas seulement dépendant des stimulations externes. De son côté, la Psychologie de la forme (Gestalt) s’intéresse aux structures, notamment visuelles, apparaissant comme un tout. Enfin, la cybernétique et l'informatique amènent un nouveau mode de pensée : les mécanismes psychologiques (en particulier des perceptions) y sont assimilés à un traitement de l'information. Par exemple, les informations visuelles, sont codées (un code ressemblant à un langage informatique) au niveau de l’œil (en tant que récepteur), et traitées par le cerveau (comme dans un ordinateur) pour devenir des objets mentaux (images). 

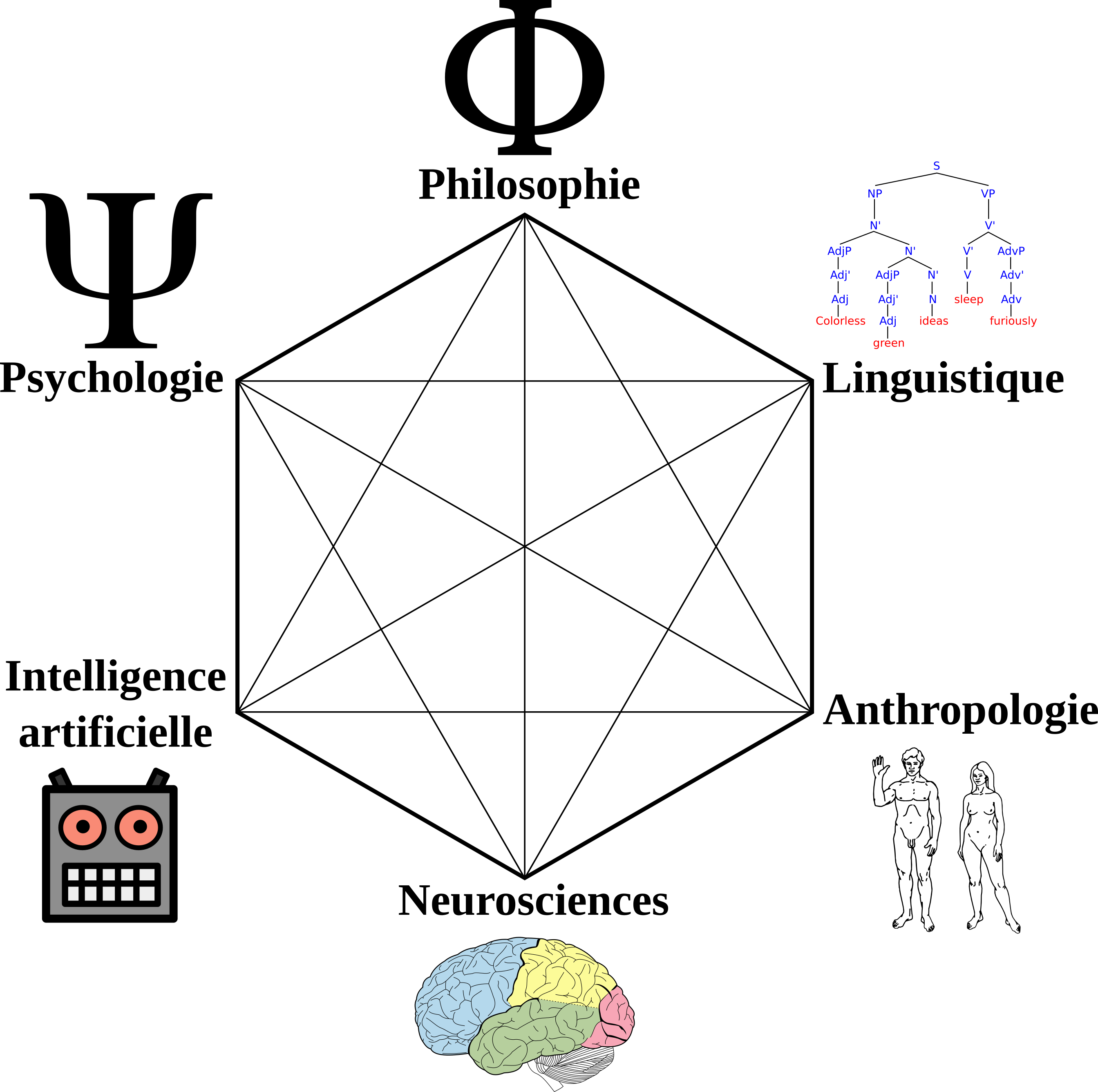
Diagramme des 6 disciplines de base des sciences cognitives. La cognition regroupe un ensemble de phénomènes qui se rapportent à l’esprit humain et à son fonctionnement. La cognition est souvent déclinée en un ensemble de facultés : l’attention, la mémoire, le raisonnement, la prise de décision, la compréhension – bref, tout ce qui pourrait constituer la pensée. Les sciences cognitives regroupent les disciplines qui placent l’esprit humain au cœur de leurs interrogations. De plus en plus, la cognition est vue non comme la propriété d'un organe (système nerveux), mais la propriété de l'organisme entier (cognition incarnée).

## À partir de 1950, des recherches très ouvertes et toujours très actives
Les sciences cognitives se développent aux alentours de 1950. Il s'agit d'une approche interdisciplinaire, ce qui amène une plus grande richesse de questions et de réponses que des travaux confinés dans une seule discipline. De plus, la philosophie, bien que n'étant pas une science, est considérée comme une des 6 disciplines des sciences cognitives : elle apporte ses éclairages et bénéficie en retour de nouvelles données. Chaque discipline possède aussi ses recherches spécifiques.
Parmi les méthodes utilisées au niveau de la recherche, nous trouvons : l’étude neuropsychologique des effets des lésions cérébrales sur les capacités des patients humains ; des techniques expérimentales de plus en plus variées comme l'imagerie cérébrale qui permet de distinguer les zones du cerveau activées lors de tâches spécifiques ou encore les expériences avec des animaux ; les mécanismes psychologiques étudiés avec une approche « traitement de l’information ».
Les travaux menés depuis les années 1950 ont permis de confirmer que les processus de la vision sont extrêmement complexes, loin de l'approche selon laquelle le monde se dévoile immédiatement à la vision,,,. L’œil est apparu comme une médiocre « chambre noire » et le cerveau a un rôle essentiel à jouer pour tenter de rendre la vision suffisamment crédible tout en n'étant pas forcément très fidèle aux données transmises par la rétine : le cerveau essaie de deviner ce qui se présente à la vision, en s'appuyant aussi sur les autres sens, sur le contexte et sur l'expérience que nous avons. Au-delà, il est apparu que la vision fait intervenir nombre d’interprétations personnelles dans le cerveau, s’appuyant sur une mémoire (pas forcément fidèle) ou sur nos croyances : pour Lionel Naccache, il s’agit d’une sorte de « cinéma intérieur » avec son scénario, ses trucages et un rôle principal qui est attribué au « Je » : « Bref, nous nous faisons des films, à l'origine du sens que nous attribuons au monde. ».
Enfin, toutes ces avancées ont été réalisées avec pour premier objectif de mieux traiter les troubles visuels. Les recherches restent toujours très actives et ouvertes.